# 오예진 (사격 선수)
오예진(吳藝珍, 2005년 5월 10일~)은 대한민국의 사격 선수로, 주 종목은 공기권총이다. 2024년 하계 올림픽 여자 10 m 공기권총 종목에서 금메달을 획득했다.

## 경력
2005년 남제주군 표선면 하천리(현재의 서귀포시 표선면 하천리)에서 태어났으며 한마음초등학교, 표선중학교, 제주여자상업고등학교를 졸업했다.
제주여상 재학 시절인 2022년에 대한민국 유소년 국가대표로 발탁되었으며 그 해 11월 대한민국 대구에서 열린 2022년 아시아 공기총 선수권 대회 유소년부에 참가했다. 그녀는 10 m 공기권총 종목에서 대표팀 동료 김연우를 꺾고 우승을 차지했으며 김연우, 최유리와 함께 참가한 단체전에서는 인도의 뒤를 이어 은메달을 획득했다. 또한 같은 달에 서산에서 열린 동아시아 유스 공기총 대회에서 10 m 공기권총 부문 우승을 차지했다.
이듬해인 2023년에는 18세의 나이로 대한민국 국가대표 선수가 되었고 그 해 2월 인도네시아 자카르타에서 열린 월드컵에 대회 최연소 선수로 참가했다. 그녀는 10 m 공기권총 경기에서 오스트리아의 질비아 슈타이너를 꺾고 우승을 차지했으며 오민경과 김주희와 함께 참가한 단체전에서도 우즈베키스탄을 꺾고 우승을 차지했다. 그 해 7월에는 대한민국 창원에서 열린 세계 주니어 선수권 대회에 참가했으며 10 m 공기권총 종목에서 인도의 사이냠 사이냠의 뒤를 이어 은메달을 획득했다. 또한 단체전에도 참가하여 김주리와 허연우와 함께 중국팀의 뒤를 이어 은메달을 획득했다. 10월에는 창원에서 열린 2023년 아시아 선수권 대회에 참가하여 10 m 공기권총 개인전과 단체전 우승을 차지하며 대회 2관왕에 올랐다.
2024년 7월 프랑스 파리에서 열린 2024년 하계 올림픽에 참가했으며 여자 10 m 공기권총 종목에서 243.2점의 올림픽 신기록을 세우면서 대표팀 동료인 김예지와 인도의 마누 바케르를 누르고 금메달을 획득했다. 그녀는 이 대회 우승으로 인해 대한민국 최초로 올림픽 공기권총 종목에서 금메달을 획득한 여자 사격 선수가 되었다.